# Leersia perrieri
Leersia perrieri är en gräsart som först beskrevs av Aimée Antoinette Camus, och fick sitt nu gällande namn av Georg Oskar Edmund Launert. Leersia perrieri ingår i släktet vildrissläktet, och familjen gräs. Inga underarter finns listade i Catalogue of Life.